# ベルギーのサッカー選手一覧
ベルギーのサッカー選手一覧（ベルギーのサッカーせんしゅいちらん）は、ベルギー出身のサッカー選手の一覧である。Category:ベルギーのサッカー選手も参照。
この項目はCategoryではないので、記事の無い選手については赤リンクや仮リンク、簡単な説明の併記なども可能。

## 1960年代
| - ギルバート・ボダート | - ステファン・デモル - ジョルジュ・グルン - フランキー・ヴァン・デル・エルスト - ロレンツォ・スターレンス | - エンツォ・シーフォ | FW |

## 1970年代
| - ジャン＝フランソワ・ジレ | - レジス・ジュノー - カール・フーフケンス | - ベルント・タイス | - エミール・ムペンザ - ジル・デ・ビルデ |

## 1980年代
| - シモン・ミニョレ - シルヴィオ・プロト - ローガン・バイリー | - ヤン・フェルトンゲン - トビー・アルデルヴェイレルト - ヴァンサン・コンパニ - トーマス・フェルメーレン - ニコラス・ロンバーツ - イェーレ・ファン・ダンメ - アントニー・ヴァンデン・ボーレ - ローラン・シマン | - アクセル・ヴィツェル - マルアン・フェライニ - ムサ・デンベレ - スティーヴン・ドフール - ラジャ・ナインゴラン - ギヨーム・ジレ | - ドリース・メルテンス - ケヴィン・ミララス - トーマス・ブッフェル |